# 1863
1863 (MDCCCLXIII) var ett normalår som började en torsdag i den gregorianska kalendern och ett normalår som började en tisdag i den julianska kalendern.

## Händelser

### Januari
- 1 januari – 1862 års kommunalförordningar träder i kraft, vilket innebär att de svenska socknarna avskaffas och i stället får Sverige cirka 2 500 primärkommuner, varav 88 är städer.
- 10 januari – Londons tunnelbana öppnas för trafik.

### Februari
- 4 februari – Första aktieauktionen på Stockholmsbörsen inleder den moderna handeln med aktier i Sverige.[1]
- 9 februari – Internationella Röda Korset grundas.[2]

### April
- 21 april–2 maj – Bahá'u'lláh tillkännager i Ridvánträdgården invid floden Tigris utanför Bagdad att han är Den som Gud skall uppenbara – den "världsundervisare" som profeten Báb 19 år tidigare utlovat skulle komma för att uppenbara Guds budskap om enhet och om en ny och högre världsordning.

### Maj
- 28 maj – En stor fest, med 200 personer till bordet, hålls för ryske anarkisten Michail Bakunin med maka Antonia i Stockholm på Hotel Phoenix, där bland andra August Blanche hyllningstalar, deklamerar dikter och utbringar skålar.

### Juni

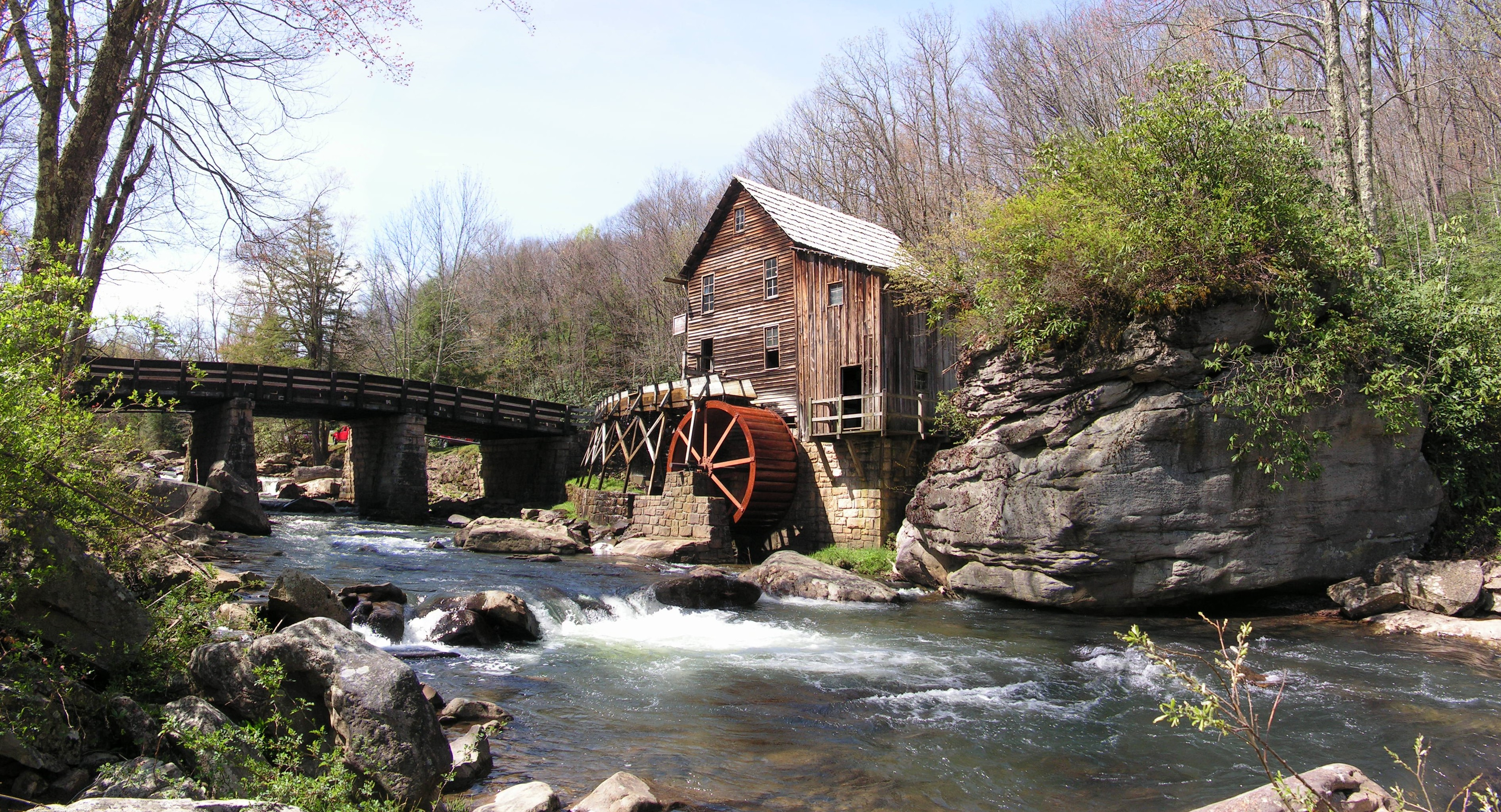
West Virginia

- 20 juni – West Virginia blir den 35:e delstaten att ingå i den amerikanska unionen.[3]

### Juli
- 1–3 juli – Nordstaterna besegrar sydstaterna i slaget vid Gettysburg, som blir vändpunkten i det amerikanska inbördeskriget.
- 13 juli-16 juli -  Upplopp i New York som protest mot orättvisa inkallningar till armén.
- 16 juli – Amerikanska USS Wyoming utför vedergällning för skott avlossade mot amerikanska fartyget Pembroke i Shimonoseki, Japan.[4]
- 22 juli – Det så kallade Skodsborgsmötet hålls mellan den svenske kungen Karl XV och Fredrik VII av Danmark. Karl XV lovar danskarna militärt stöd, i händelse av krig, utan att fråga statsråden.

### Augusti
- 1 augusti – Berns salonger i Stockholm, Sverige öppnas.[5]

### September
- September – Bygget av järnvägen Western Railroad från Fayetteville, North Carolina till kolfälten i Egypt, North Carolina i USA slutförs.[6]
- 8 september – Ulriksdalskonferensen, en svensk-norsk regeringskonferens, hålls på Ulriksdals slott med anledning av den hotande dansk-tyska konflikten om Schleswig-Holstein. Den svenska regeringen upphäver kungens löfte från Skodsborgsmötet. Detta blir början till slutet för skandinavismen.

### November
- 5 november – Halva den halländska staden Varberg brinner ner, varvid 1 200 människor blir hemlösa.[7]
- 6 november – Skandinaviska kreditaktiebolaget bildas.[8]
- 15 november – Då Fredrik VII dör barnlös efterträds han som kung av Danmark av Kristian IX, som har utsetts till dansk tronföljare genom avtal 1852 och 1853, eftersom han genom sitt äktenskap med Louise av Hessen-Kassel är släkt med det danska kungahuset och dessutom i rakt nedstigande led är ättling till den danske 1500-talskungen Kristian III.
- 16 november – Efter att lagen om att ogifta kvinnor som har fyllt 25 år kan ansöka i domstol om att bli myndiga infördes i Sverige 1858 har domstolarna blivit överhopade av sådana ärenden, eftersom oväntat många kvinnor har velat utnyttja möjligheten. Därför ändras lagen denna dag, så att ansökan i domstol inte längre behövs – ogifta kvinnor blir från och med nu automatiskt myndiga när de fyller 25 år. Regeln om att de åter blir omyndiga om de gifter sig kvarstår dock och för män kvarstår myndighetsåldern 21 år, som har varit sedan 1721.
- 18 november – Kristian IX undertecknar en ny grundlag, novemberförfattningen, som blir gemensam för Danmark och Slesvig, men inte för Holstein. Därmed inkluderas Schleswig i Danmark, medan Holstein lämnas utanför.
- 19 november – Prins Fredrik av Augustenburg utropar sig till hertig Fredrik VIII av Schleswig-Holstein som en reaktion på den nya danska grundlagen.

### December
- 24 december – Tyska trupper från Hannover och Sachsen tågar in i Holstein, varvid den danska armén omedelbart evakuerar till Slesvig.
- December – Alfred Nobel uppfinner dynamiten.

### Okänt datum
- Karl XV undertecknar en ny svensk riksdagsordning.
- Louis De Geers förslag om svensk tvåkammarriksdag antas som vilande.
- En svensk förordning om allmänt kyrkomöte utfärdas. Kyrkomötet skall sammanträda vart femte år och är tänkt att ersätta prästeståndet, dock utan beslutsrätt. Kyrkomötet får dock vetorätt i frågor som rör kyrkan och prästerliga privilegier.
- Judar utan svenskt medborgarskap tillåts gifta sig med judar med svenskt medborgarskap. Borgerlig vigsel införs. Blandäktenskap mellan judar och kristna tillåts i Sverige.
- Det svenska nattvardstvånget upphävs.
- Försök görs med beläggning av asfalt på Drottninggatans och Regeringsgatans trottoarer i Stockholm.
- Den svenska folkopinionen visar att den sympatiserar med Polen i dess frihetskamp mot Ryssland.
- Svea Livgarde fyller 250 år.

## Födda

### Första kvartalet

#### Januari
- 1 januari – Pierre de Coubertin, fransk baron, idrottsledare, skapare av de moderna olympiska spelen.
- 6 januari – Gustaf Oscar Wallenberg, svensk affärsman, diplomat och politiker (liberal)
- 7 januari – John M. Evans, amerikansk demokratisk politiker, kongressledamot 1913–1921 och 1923–1933.
- 12 januari – Swami Vivekananda, indisk filosof.
- 17 januari – David Lloyd George, brittisk politiker, premiärminister 1916–1922.
- 20 januari – Ture Stenberg, svensk arkitekt.

#### Februari
- 27 februari – Joaquín Sorolla, spansk målare.

#### Mars
- 3 mars – Arthur Machen, brittisk författare.
- 12 mars – Gabriele D'Annunzio, italiensk författare.
- 19 mars – Alfred Hellerström, svensk arkitekt.
- 24 mars – William Sherman Jennings, amerikansk demokratisk politiker, guvernör i Florida 1901–1905.

### Andra kvartalet

#### April
- 1 april – Harald Jacobson, svensk poet.
- 2 april – Mabel Cahill, irländsk tennisspelare.
- 3 april – Henry van de Velde, belgisk målare, arkitekt och formgivare.
- 26 april – Arno Holz, tysk författare och litteraturteoretiker.
- 29 april – William Randolph Hearst, amerikansk tidningsman.

#### Maj
- 2 maj – Norris Brown, amerikansk republikansk politiker, senator 1907–1913.
- 4 maj – Charles S. Deneen, amerikansk republikansk politiker.
- 6 maj – Albert Friedrich Speer, tysk arkitekt.
- 20 maj – Marion Butler, amerikansk politiker, jurist och publicist, senator 1895–1901.
- 23 maj – Henry W. Keyes, amerikansk republikansk politiker, guvernör i New Hampshire 1917–1919, senator 1919–1937.

#### Juni
- 1 juni – Gustaf Richard Stenbeck, svensk psykiater och ämbetsman.
- 2 juni – Thomas Clarke Rye, amerikansk demokratisk politiker, guvernör i Tennessee 1915–1919.
- 3 juni – William H. King, amerikansk demokratisk politiker och jurist, senator 1917–1941.
- 21 juni – Axel Engdahl, svensk skådespelare och revyförfattare.
- 29 juni – Carl Olsson, svensk lantbrukare och politiker (liberal).

### Tredje kvartalet

#### Juli
- 7 juli – John Liander, svensk skådespelare, sångare och teaterdirektör.
- 30 juli – Henry Ford, amerikansk industripionjär.
- 31 juli – Sidney Johnston Catts, amerikansk politiker, guvernör i Florida 1917–1921.

#### Augusti
- 1 augusti – Gaston Doumergue, fransk politiker, Frankrikes president 1924–1931.
- 12 augusti – Margaretta Eagar, irländsk barnflicka, verksam i Rysslands kejserliga familj.

#### September
- 3 september – Hans Aanrud, norsk författare.
- 13 september
  - Arthur Henderson, brittisk politiker och fackföreningsledare.
  - Franz von Hipper, tysk sjömilitär.
- 23 september – George Washington Hays, amerikansk demokratisk politiker, guvernör i Arkansas 1913–1917.
- 24 september – Edvin Gullstrand, svenskt justitieråd.
- 30 september – Reinhard Scheer, tysk sjömilitär.

### Fjärde kvartalet

#### Oktober
- 20 oktober – Juho Jaakko Karvonen, finländsk läkare och professor.

#### November
- 9 november – Cornelius Hofstede de Groot, nederländsk konsthistoriker och konstsamlare.
- 14 november – Leo Baekeland, belgisk-amerikansk kemist, bakelitens uppfinnare.
- 21 november – Arthur Quiller-Couch, brittisk författare och litteraturvetare.

#### December
- 11 december – T. Coleman du Pont, amerikansk republikansk politiker och affärsman, senator 1921–1922 och 1925–1928.
- 12 december – Edvard Munch, norsk konstnär.
- 15 december – Axel Danielsson, svensk socialdemokratisk politiker och journalist.
- 16 december – George Santayana, spansk filosof och författare.
- 18 december – Franz Ferdinand, Österrikes tronföljare.
- 23 december – Åke Thomasson, svenskt justitieråd.

### Okänt datum
- Abdul Karim, indisk muslimsk betjänt hos drottning Viktoria av Storbritannien.

## Avlidna

### Första kvartalet

#### Januari
- 4 januari – William Dunn Moseley, 67, amerikansk demokratisk politiker, guvernör i Florida 1845–1849.
- 5 januari – Moses Wisner, 47, amerikansk politiker, guvernör i Michigan 1859–1861.
- 17 januari – Horace Vernet, 73, fransk målare.
- 27 januari – Edward Robinson, 68, amerikansk teolog.

#### Februari
- 13 februari – Presley Spruance, 77, amerikansk politiker, senator 1847–1853.
- 18 februari – James Harlan, 62, amerikansk politiker, kongressledamot 1835–1839.

#### Mars
- 18 mars – Powhatan Ellis, 73, amerikansk politiker, jurist och diplomat, senator 1825–1826 och 1827–1832.

### Andra kvartalet

#### April
- 1 april – Jakob Steiner, 67, schweizisk matematiker.

#### Maj
- 10 maj – Thomas Jonathan "Stonewall" Jackson, 39, amerikansk militär.

#### Juni
- 29 juni – Fabian Langenskiöld, 52, finländsk friherre och politiker.

### Tredje kvartalet

#### Juli
- 3 juli – Little Crow, siouxhövding.
- 21 juli – Josephine Kablick, 76, tjeckisk botaniker och paleontolog.
- 26 juli
  - Sam Houston, 70, amerikansk politiker, Republiken Texas president 1836–1838 och 1841–1844.
  - Emma Livry, 21, fransk ballerina.

#### Augusti
- 13 augusti – Eugène Delacroix, 65, fransk konstnär.
- 14 augusti – Colin Campbell, 70, brittisk fältmarskalk.

#### September
- 16 september – Richard Brodhead, 52, amerikansk demokratisk politiker, senator 1851–1857.
- 20 september – Jacob Grimm, 78, tysk språk- och litteraturforskare, sagosamlare.

### Fjärde kvartalet

#### Oktober
- 16 oktober – Erik Johan Längman, 64, finländsk industrialist och donator.

#### November
- 15 november – Fredrik VII, 55, kung av Danmark sedan 1848.

#### December
- 3 december – John Wales, 80, amerikansk politiker, senator 1849–1851.
- 13 december – Friedrich Hebbel, 50, österrikisk författare och dramatiker.

### Fotnoter
1. ↑  Larsson, Mats (2016). ”Stockholms fondbörs 1863-2013 - en översikt”. i Mats Larsson. Stockholmsbörsen på en förändrad finansmarknad. Falun: Dialogos Förlag. sid. 17-21. ISBN 978-91-7504-303-6
2. ↑  World Statesmen (läst 3 april 2011)
3. ↑  World Statesmen (läst 3 april 2011)
4. ↑  ”USA:s militära insatser i utlandet 1798-2004”. Arkiverad från originalet den 9 december 2013. https://web.archive.org/web/20131209174005/http://www.history.navy.mil/library/online/forces.htm. Läst 30 januari 2011.
5. ↑  Berns salonger Arkiverad 18 juni 2012 hämtat från the Wayback Machine.
6. ↑  CommunicationSolutions/ISI, "Railroad — Western Railroad Company", North Carolina Business History, 2006, läst 1 februari 2010
7. ↑  Fyra sekel
8. ↑  Bidrag till Sveriges officiella statistik (läst 3 april 2011)